# 前山奈津巴
前山 奈津巴（まえやま なつは、1990年8月10日 - ）は、愛媛県出身のタレント、グラビアアイドル。アヴィラに所属していたが現在は不明。

## 人物
趣味はダーツ、絵画。特技はモダンダンス、ジャズダンス。好きなスポーツはバドミントン、水泳。好きな食べ物はタン塩、サーモン。
弟が1人いる。親友はアーティストでモデルの上原奈美。

## 出演

### テレビ番組
- 東京電波女子（2018年5月 - 出演中、TOKYO MXテレビ）
- おもいッきりDON! （2009年7月、日本テレビ）
- はねるのトびら（2009年7月、フジテレビ）
- 『ぷっ』すま（2009年8月、テレビ朝日）
- ホリさまぁ〜ず（2009年11月10日・2010年3月9日、TBS）
- お願い!ランキング（2010年3月31日、テレビ朝日）ベストカップUSA(Cカップ代表)
- Pigooジェニックin南国（2010年6月 - 出演中、エンタ!371）
- Pigooジェニックのお願い（2010年6月 - 出演中、エンタ!371）
- ピグニック（2010年6月 - 出演中、エンタ!371）
- ラブリー♥パブリーSS （2010年7月 - 2012年6月、中京テレビ） - 厳密には『ラブリー♥パブリーII』の最終回から出演。
- 気になる通販ランキング!ポシュレデパート深夜店（2010年 - 出演中、日本テレビ）
- ヒロミ・指原の恋のお世話始めました (2021年、ABEMA）

### ラジオ番組
- あびら屋（2010年7月 - 出演中、レインボータウンFM） - 準レギュラー

### Web
- 山口愛実のお天気予報（2009年4月 - 出演中、あっ!とおどろく放送局） - 準レギュラー
- 折原みかのアバンギャル道（2009年6月 - 出演中、あっ!とおどろく放送局） - 準レギュラー

### イメージガール
- Pigooジェニック（2010年4月 - ）
- エンドレスレディ（2010年 - ）

### 舞台
- SEXTACY 9 ショーヘイ・ザ・ダイナマイト -前編- （2009年7月20日）
- SEXTACY 10 ショーヘイ・ザ・ダイナマイト -後編- （2009年11月16日・11月17日）
- クリスマスファンタジー 2009 〜冬の宴〜（2009年12月22日・12月23日）
- 黒セクスタシー（2010年4月11日）
- 落下ガール（2011年2月3日 - 2月6日）
- W-Speak第一回公演『笑劇乙女』「グラビアアイドル立てこもり事件」「キス部」（2012年1月26日 - 1月29日、池袋・シアターKASSAI）

### DVD
- 呪いのリスト3 （2009年7月24日発売）